# Saint-Aubin-du-Cormier
Saint-Aubin-du-Cormier település Franciaországban, Ille-et-Vilaine megyében. Lakosainak száma 4145 fő (2022. január 1.). Saint-Aubin-du-Cormier Ercé-près-Liffré, Gahard, Gosné, Liffré, Livré-sur-Changeon, Mézières-sur-Couesnon és Rives-du-Couesnon községekkel határos.

## Népesség
A település népessége az elmúlt években az alábbi módon változott:
| Lakosok száma | 1714 | 2235 | 2040 | 3523 | 3601 | 3732 | 3837 | 4006 | 4052 | 4145 |
|               | 1968 | 1982 | 1990 | 2006 | 2013 | 2015 | 2017 | 2019 | 2020 | 2022 |